# فندق السدير
فندق السدير، هو أحد فنادق الدرجة الممتازة الحاصلة على تقييم خمسة نجوم، يقع في ساحة الإندلس في مدينة بغداد، العراق. أفتتح الفندق بتاريخ 19 فبراير 1990.

## الخدمات
يتألف الفندق من 282 غرفة، حيث يضم أجنحة خاصة لرجال الأعمال وقاعات للمناسبات والاجتماعات والمؤتمرات، إضافة إلى مطعم وكافتريا، وحدائق ومسابح ونادي رياضي. كما يوفر الفندق خدمة الغرف على مدار 24 ساعة وإنترنيت، إضافة إلى خدمات التاكسي وحجوزات المطار.